# گلوله‌ای به نام من
گلوله‌ای به نام من (به تامیلی: Enai Noki Paayum Thota) فیلمی محصول سال ۲۰۱۹ و به کارگردانی گاتام منون است. در این فیلم بازیگرانی همچون دنوش، مگا آکاش، ام. ساسیکومار، سوناینا و رانا داگوباتی ایفای نقش کرده‌اند.